# Idde Schultz
Idde Schultz, egentligen Eva Ann-Ida Schultz, född 1 september 1963 i Stockholm, är en svensk tidigare sångerska och gitarrist.
Utöver verksamheten som soloartist har Schultz varit medlem i grupperna Docenterna, The Crunch och i Lars Winnerbäcks kompband Hovet. 
Hon är syster till Irma Schultz.

## Biografi
Mellan 1980 och 1983 var Idde Schultz och hennes syster Irma Schultz med i gruppen Zzzang Tumb som bland annat turnerade med Reeperbahn. 1995 släppte hon albumet Idde Schultz, som innehöll hitlåtarna Fiskarna i haven och Högre mark av Staffan Hellstrand. Uppföljaren Vad man gör (och inte gör) kom 1997. Hon har även samarbetat med Imperiet, Joakim Thåström, Nasa och Rolf Carlsson. Åren 1990–1994 var hon sångerska i Torpederna.
Åren 2000–2006 var Schultz medlem i Hovet. Schultz har haft ett projekt tillsammans med Anna Stadling där de tolkade 1970- och 80-talslåtar. I ett annat projekt samarbetade hon med Sören "Sulo" Karlsson och Kikki Danielsson.
År 2011 drabbades hon av Ménières sjukdom, en kronisk sjukdom i innerörat, vilket så småningom tvingade henne att avsluta sin musikkarriär.
Idde Schultz har efter musikkarriären arbetat som bildlärare och yogainstruktör.

## Diskografi

### Sulo & Idde
- Kocksgatan Revisited Tillsammans med Sören "Sulo" Karlsson 2011

### Zzzang Tumb
- 1982 - 37 Minuter i Stockholms City, Stranded Rekords
- 1983 - Zzzang Tumb, Stranded Rekords

### Torpederna
- 1993 - Innan himlen faller

### Solo
- 1995 – Idde Schultz
- 1997 – Vad man gör (och inte gör)

### Lars Winnerbäck & Hovet
- 1998 – Med solen i ögonen
- 2001 – Singel
- 2001 – Live för dig
- 2003 – Söndermarken
- 2004 – Live i Linköping (konsert-DVD)
- 2005 – Stort liv (EP)
- 2006 – Efter nattens bränder (samlingsalbum)

### Hovet
- 2004 – Hovet 2004

### Anna + Idde
- 2005 – Anna + Idde (EP)
- 2006 – Vägar hem
- 2008 – Hjärtat fullt

## Teater
| År   | Roll | Produktion                   | Regi        | Teater        |
| ---- | ---- | ---------------------------- | ----------- | ------------- |
| 1985 |      | Spökhotellet Georges Feydeau | Peter Dalle | Reginateatern |